# Джамбала
Джамбала (фр. Djambala) — административный центр одноимённого округа и департамента Плато Республики Конго. Город расположен к северу от Браззавиля и недалеко от фаунистического резервата Лефини.

## История
В мае и июне 1999 года город подвергся нападениям повстанцев из группировки «Ниндзя». В результате нападений 2 человека были убиты, а 10-ти летняя девочка получила огнестрельные ранения.

## Климат
В городе тропический климат с сухой зимой и дождливым летом (по классификации климатов Кёппена), граничащий с тропическим муссонным климатом. Для него характерен короткий сухой сезон с июня по август из-за влияния Бенгельского течения, простирающегося на севере, и продолжительный сезон дождей в течение оставшихся девяти месяцев в году. Хотя температура воздуха не критично высока из-за умеренной высоты города, погода очень теплая и влажная в течение всего года, даже в сухой сезон.
| Показатель              | Янв. | Фев. | Март | Апр. | Май  | Июнь | Июль | Авг. | Сен. | Окт. | Нояб. | Дек. | Год  |
| ----------------------- | ---- | ---- | ---- | ---- | ---- | ---- | ---- | ---- | ---- | ---- | ----- | ---- | ---- |
| Средняя температура, °C | 23,3 | 23,2 | 23,6 | 23,8 | 23,3 | 22,2 | 21,2 | 22,0 | 22,6 | 22,7 | 22,8  | 22,8 | 22,8 |
| Норма осадков, мм       | 211  | 190  | 265  | 252  | 200  | 27   | 11   | 37   | 144  | 277  | 264   | 244  | 2122 |
| Источник:               |      |      |      |      |      |      |      |      |      |      |       |      |      |

## Транспорт
В апреле 2007 года было подписано соглашение с южнокорейским консорциумом о строительстве железной дороги для перевозки древесины из главного порта в Джамбалу.
В городе действует одноимённый аэропорт.